# أندريس غونزاليس (لاعب كرة قدم)
أندريس غونزاليس (بالإسبانية: Andrés González Cordero)‏ هو لاعب كرة قدم إسباني، ولد في 2 مارس 1988 في برغش في إسبانيا. لعب مع نادي إيبار ونادي بورغوس ونادي سالامانكا.

## وصلات خارجية
- أندريس غونزاليس (لاعب كرة قدم) على موقع قاعدة بيانات كرة القدم.إي يو (الإنجليزية)